# 大島章魚
大島章魚（学名：Octopus oshimai），又名小管蛸，是章鱼目章鱼科章鱼属的一种。主要分布于中国沿海大陸架，常栖息在水深100米以内的大陆架。其體表呈紅色，有不规则疣突，體長最大不超過105毫米。